# Пащенко Іван Григорович
Па́щенко Іва́н Григо́рович (нар. 1 (13) липня 1872, хутір Пащенки́, поблизу с. Білаші Миргородського повіту Полтавської губернії (нині Шишацький район Полтавської області, Україна — пом. помер після 1938, можливо у 1959)  — визначний військовий діяч Російської імперії, генерал-майор артилерії, генерал-хорунжий Армії Української Держави.

## Біографія

Хутір Пащенки на карті 1857 року

Народився на хуторі Пащенки (поблизу с. Білаші) в сім'ї збіднілого дворянина козацького походження Григорія Івановича Пащенка. Рідний брат Пащенків Василя Григоровича, Олексія Григоровича та Євгена Григоровича.
Закінчив Петровський Полтавський кадетський корпус. На службу вступив 31 серпня 1890.
Завершив навчання у Михайлівському артилерійському училищі в Петербурзі і був відряджений до 3-ї гвардійської артилерійської бригади. Підпоручник (ст. 05.08.1891), поручник (ст. 07.08.1897). Закінчив Михайлівську артилерійську академію (1898; по 1-му розряду). Штабс-капітан (ст. 17.05.1898), капітан (ст. 17.05.1902). Призначений командиром 5-ї батереї лейб-гвардійської 3-ї артилерійської бригади (з 20.06.1905). Командир 6-ї батереї тієї ж бригади з 19.09.1908. Полковник (ст. 06.12.1908). На 01 березня 1914 у тому ж чині й на тій же посаді. Учасник Першої світової війни. У березні 1916 перебував у тій самій бригаді і мав той самий чин. Командуючий 10-ю артилерійською бригадою з 3 червня 1916. Генерал-майор (25.08.1916). З 30 вересня 1917 обіймав посаду інспектора артилерії 9-ї армії.
В українській армії з 1917: начальник артилерійського відділу Українського генерального військового штабу. За Гетьманату начальник артилерії 2-го Подільського армійського корпусу у Вінниці, генерал-хорунжий.
На еміграції з 1920. Жив у м. Сараєвому.
Нагороди: ордени Св. Станіслава 2-й ст. (1909); Св. Ганни 2-й ст. (1911); Георгіївська зброя(ВП 02.03.1916).